# Разлив (Донецкая область)
Разлив (укр. Розлив) — посёлок в Великоновосёлковском районе Донецкой области Украины.
Почтовый индекс — 85544. Телефонный код — 6243. Код глава села Денис Анатолиевич Кравчук КОАТУУ — 1421282702.

## История
31 марта 2025 года, в ходе боёв на новопавловском направлении, посёлок оккупирован ВС РФ.

## Население
Население по переписи 2001 года составляло 924 человека, в 2021 году - 1000 человека.

## Местный совет
85542, Донецька область, Великоновосілківський район, с. Костянтинопіль, вул. Мічурина, 24, 93-1-10  (укр.)